# 抗战胜利纪念堂
抗战胜利纪念堂，曾称人民胜利堂，位于云南省昆明市五华区，地处昆明市中心地带，南临光华街，北靠人民中路，两侧为云瑞东路和云瑞西路，坐北朝南，占地面积28.12亩。
原址为清云贵总督衙门，辛亥革命后改作省立师范学校，后又改为云瑞中学。1945年7月7日，云南省临时参议会建议昆明市政府兴建“志公堂”，随后改称“中山纪念堂”，1946年1月建成后定名为“抗战胜利纪念堂”，交云南省参议会使用。1950年改称“人民胜利堂”。1979年由云南省人大常委会管理使用，成为云南省的政治文化活动中心。1983年3月成为昆明市重点文物保护单位，1998年12月18日起成为云南省重点文物保护单位，2006年5月25日，中华人民共和国国务院公布为第六批全国重点文物保护单位，并批准更名为“抗战胜利纪念堂”。
抗战胜利纪念堂为中西合璧的宫殿式建筑。主建筑分为南北两部分，北部是纪念堂，南部是人民英雄纪念碑，正中会堂平面呈战机造型，与南门外跨光华街的云瑞公园和云瑞东、西路两侧的环形建筑平面（俗称酒杯楼、火车头、胜利酒杯），组合形成以庆功酒杯“金樽美酒花环”的造型，寓意着抗日战争时期以“驼峰航线”为代表的战略空运的辉煌业绩，并预示了战后民族的振兴与腾飞。南部的人民英雄纪念碑于1995年2月24日落成。碑高27米，方形，基座二层，在基座地下空间内设有云南人民英雄纪念室，碑身底部四壁嵌有反映云南人民斗争历史的浮雕。